# Канчеллара
Канчеллара (італ. Cancellara) — муніципалітет в Італії, у регіоні Базиліката,  провінція Потенца.
Канчеллара розташована на відстані близько 320 км на південний схід від Рима, 15 км на північний схід від Потенци.
Населення — 1353 особи (2014).
Покровитель — святий Власій.

## Демографія
Населення за роками:

Станом на 1 січня 2023 року в муніципалітеті офіційно проживало 19 іноземців з 8 країн, серед них 11 громадян країн Євросоюзу та 1 громадянин України.

## Сусідні муніципалітети
- Ачеренца
- Оппідо-Лукано
- П'єтрагалла
- Тольве
- Вальйо-Базиліката